# Estreito (Florianópolis)
Estreito é um bairro da cidade brasileira de Florianópolis, capital do estado de Santa Catarina. É parte do distrito de mesmo nome. O nome é devido a se localizar na parte mais estreita do mar que separa o continente da Ilha de Santa Catarina, o Canal do Estreito, onde se encontram as pontes Hercílio Luz, Colombo Salles e Pedro Ivo Campos.
O bairro fica na porção continental do município, entre os bairros de Coqueiros, Capoeiras e Balneário e as baías Norte e Sul. Tem 9.290 habitantes em cerca de 1,5km² de área, sendo bastante urbanizado, com muitos edifícios e construção civil aquecida.

## Histórico
Desde a criação de São José, o território do município vizinho a Desterro, depois renomeada Florianópolis, ia até o Canal do Estreito. Por ficar junto ao canal, a povoação local passou a ter importância como passagem entre a ilha e o continente, se tornando um entreposto para os produtos que abasteciam a ilha e também para serem levados ao porto da capital.
A produção agrícola que vinha das povoações vizinhas era principalmente de hortifrutigranjeiros, mas havia um destaque para a carne seca e couros - um caminho ligava São José até Lages, onde passava o Caminho das Tropas. Em 1842, para evitavr que o gado precisasse fazer a travessia, que muitas vezes era a nado e levava a perda de animais, para ser abatido na ilha, foi criado um matadouro, que servia Desterro e arredores. Os habitantes do Estreito ganharam o apelido de “Tripeiros” por conta disso.
O bairro teve muitos nomes: Arraial de Santa Cruz do Estreito, depois Passagem do Estreito, Estreito e João Pessoa - este último foi uma homenagem ao político, permanecendo assim entre 1930 e 1944, quando foi incorporado ao território de Florianópolis e voltou a se chamar Estreito. Os moradores reclamavam que a região era negligência por São José, e o interventor Nereu Ramos também considerava que Florianópolis tinha uma inferioridade territorial comparada a outras capitais estaduais e que com a Ponte Hercílio Luz, aberta em 1926, a proximidade era muito maior com o Centro do que com São José, justificando assim a transferência. A partir dos anos 1950, o Estreito se urbanizou e se desmembrou em vários bairros mais residenciais, com o bairro Estreito que permaneceu sob esse nome se configurando também como o coração comercial do distrito.

## Pontos de interesse

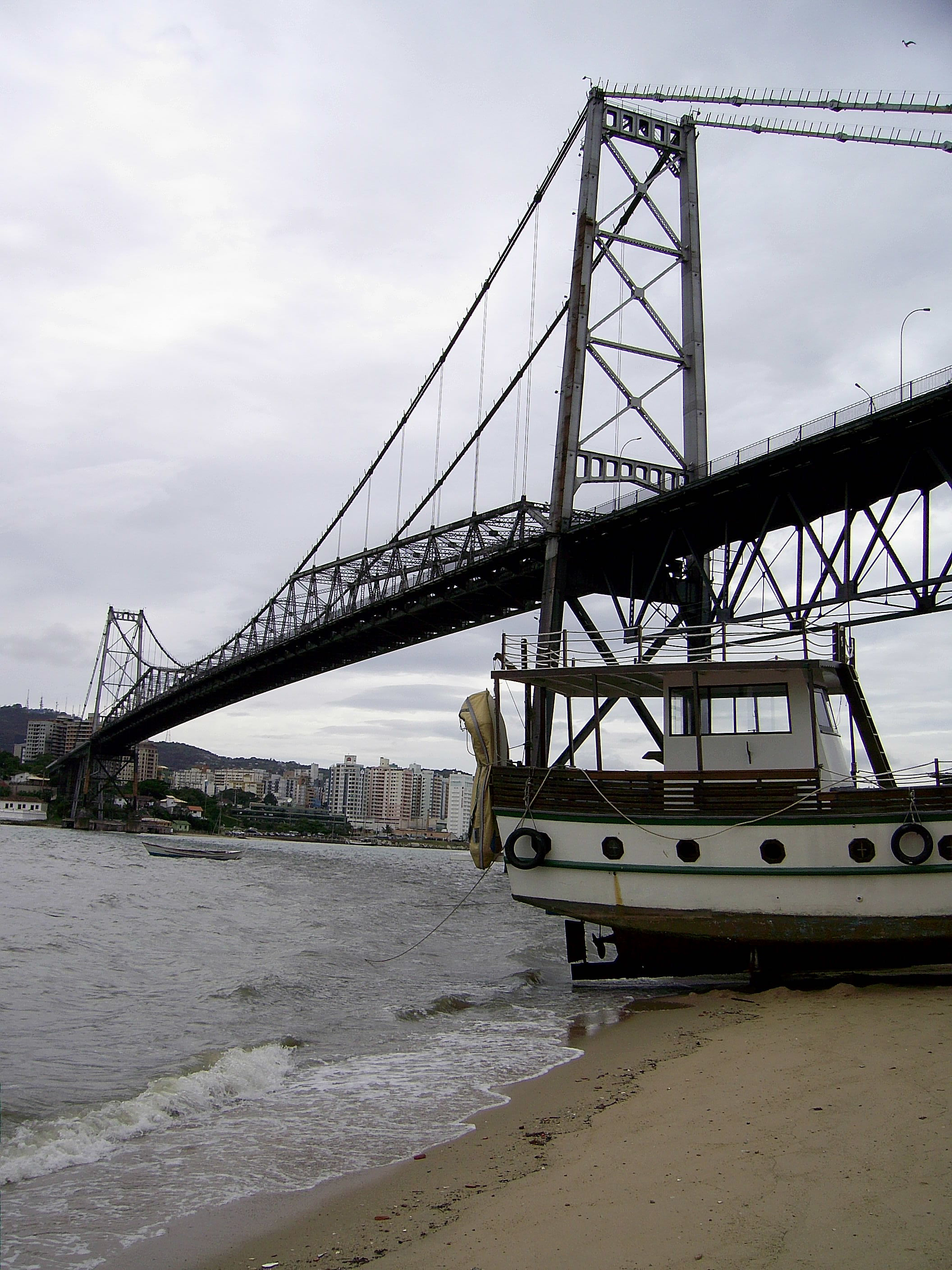
Ponte Hercílio Luz vista do Estreito.

### Ponte Hercílio Luz
Fica no Estreito a cabeceira continental da Ponte Hercílio Luz, cartão-postal mais famoso de Florianópolis e do estado de Santa Catarina.

### Beira-Mar Continental
Criada sobre um aterro e inaugurada em 2012, a Avenida Poeta Zininho requalificou a orla do bairro, se tornando um novo ponto de lazer, além de receber eventos, como festas de Réveillon, Carnaval, a Parada LGBT e o desfile do dia da Independência.

### Santuário e Praça Nossa Senhora de Fátima
É um santuário católico localizado no norte do bairro, inaugurado em 1945. Sua altura serve como ponto de referência, apesar da verticalização do bairro ter diminuído a visibilidade da torre. Fica em frente a praça também chamada Nossa Senhora de Fátima, criada em 1953 e ampliada em 1976. A região em torno da igreja é conhecida popularmente como Bairro de Fátima, apesar de não ser um bairro oficial.

### 63º Batalhão de Infantaria do Exército
A estrutura do batalhão ocupa uma parte considerável do bairro. Faz parte da 14.ª Brigada de Infantaria Motorizada da 5.ª Divisão do Exército Brasileiro.